# 金策尔斯奥
金策尔斯奥（德語：Künzelsau，發音：[ˈkʏntsl̩sˌʔaʊ] ⓘ）是德国巴登-符腾堡州斯图加特行政区霍恩洛厄县的城市，也是霍恩洛厄县的县治，面积75.17平方千米，2023年12月31日人口为16,436人。